# František Ondříček

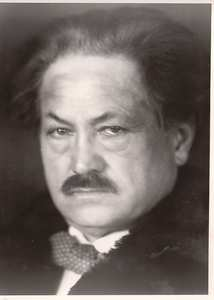
František Ondříček

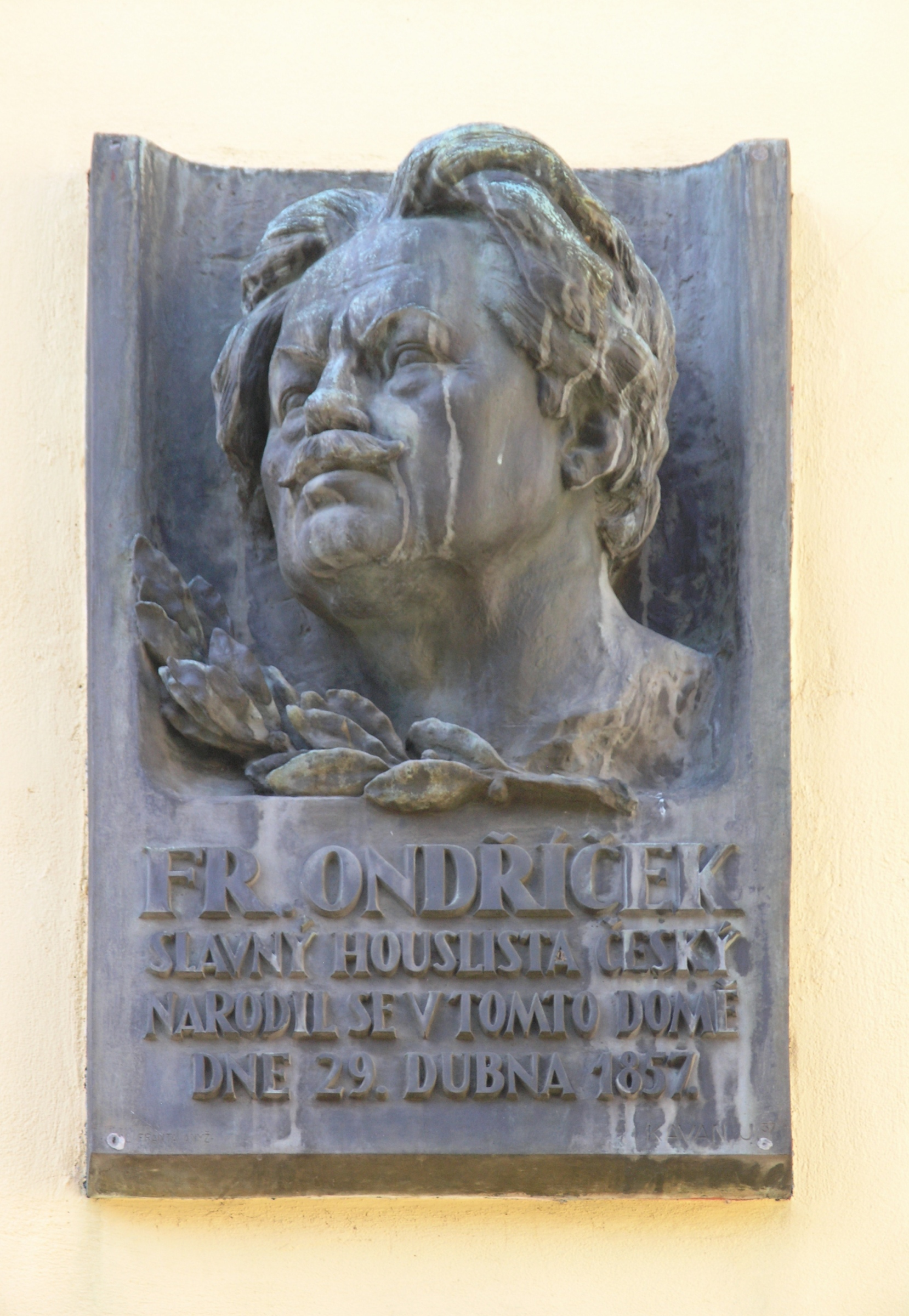
Targa commemorativa di František Ondříček, a Praga.

František Ondříček (Praga, 29 aprile 1857 – Milano, 12 aprile 1922) è stato un violinista e compositore ceco. Suonò alla prima del Concerto per violino e orchestra di Antonín Dvořák e suoi successi vennero riconosciuti dalla rara assegnazione di membro onorario della  Philharmonic Society di Londra (ora Royal Philharmonic Society) nel 1891.

## Biografia
Il suo fratello minore Karel Ondříček (nato nel 1865) diresse per un breve periodo l'orchestra del Teatro Nazionale di Praga, ed ebbe poi una buona carriera negli Stati Uniti.
František Ondříček era figlio del violinista e direttore d'orchestra Jan Ondříček. Studiò al Conservatorio di Praga con Antonín Bennewitz, ed venne poi sostenuto da Henryk Wieniawski con una borsa di studio che gli consentì di frequentare per due anni il Conservatorio di Parigi, dove condivise il primo premio con Achille Rivarde nel 1879.
Fu il solista della prima esecuzione del Concerto per violino Op. 53 di Antonín Dvořák, a Praga il 14 ottobre 1883, suonandolo poi a Vienna il 2 dicembre dello stesso anno. Nei tardi anni 1880 si stabilì a Vienna, dedicandosi all'insegnamento. Pubblicò anche un trattato sulla tecnica del violino nel 1909.
Dopo la fine della prima guerra mondiale, Ondříček fece ritorno a Praga, dove diresse la masterclass di violino al Conservatorio di Praga. Fra i suoi allievi si ricorda Karel Navrátil. Morì a Milano.
Oltre ad essere stato un violinista molto apprezzato, Ondříček fu anche un compositore. Le sue opere comprendono una serie di Danze boeme Op. 3 per violino e pianoforte, composta nel 1883, una Rapsodia boema op. 21 per violino e pianoforte del 1906, e un quartetto d'archi op. 22 del 1907. Lasciò anche delle cadenze per diversi concerti per violino, compresi quelli di Mozart e Brahms.

## Opere selezionate
Musica da camera
- Quartetto d'archi in La bemolle maggiore, Op. 22 (1905-1907)
- Romance in La maggiore per violoncello e pianoforte, Op. 2

Violino e pianoforte
- Ballade in La bemolle maggiore, Op. 1 (1877)
- Danses bohèmes, Op. 3 (1883, pubblicate nel 1891)
- Fantasia su motivi dell'opera "La sposa venduta" di Bedřich Smetana, Op. 9 (1888)
- Barcarola in Sol maggiore, Op. 10 (1890)
- Romance in Re maggiore, Op. 12 (1891)
- A la Canzona, pezzo da concerto, Op. 13 (1894)
- Vzpomínání (Fantasia addorata), Op. 14 (pubblicata nel 1895); trascrizione dal pezzo No. 6 di Antonín Dvořák, da Poetické nálady, Op. 85
- Skočná, danza ceca dall'opera La sposa venduta di Bedřich Smetana, Op. 15 (pubblicata nel 1895)
- Fantasia su motivi dall'opera "Una vita per lo Zar" di Mikhail Glinka, Op. 16 (1889)
- Notturno, Op. 17 (1900)
- Scherzo capriccioso in Re minore, Op. 18 (1901)
- Rhapsodie bohème, Op. 21 (1906)
- Valse triste (1913)
- Ukolébavka (ninna nanna) (1913)
- Idylka (pubblicata nel 1956); trascrizione della composizione per piano da (Op. 7, No. 4, II) di Josef Suk
- Koncertní etuda (studio da concerto) in Re maggiore
- Koncertní etuda (studio da concerto) in Mi bemolle maggiore

Pianoforte
- Dumka (Elegia) (pubblicata nel 1907)

opere pedagogiche
- Patnáct uměleckých etud (15 studi artistici) per violino solo, o violino e pianoforte (pubblicati nel 1912)
- Tägliche Übungen (esercizi giornalieri) per i violinisti (published 1909)
- Elementarschule des Violinspiels (Elementary School for the Violinist) (pubblicati nel 1910)
- Mittelstufe des Violinspiels (scuola media per violinisti) (pubblicato nel 1909)
- Neue Methode zur Erlangung der Meistertechnik des Violinspiels (nuovo metodo per l'acquisizione della tecnica magistrale del violino) (pubblicato nel 1909)